# Santiponce

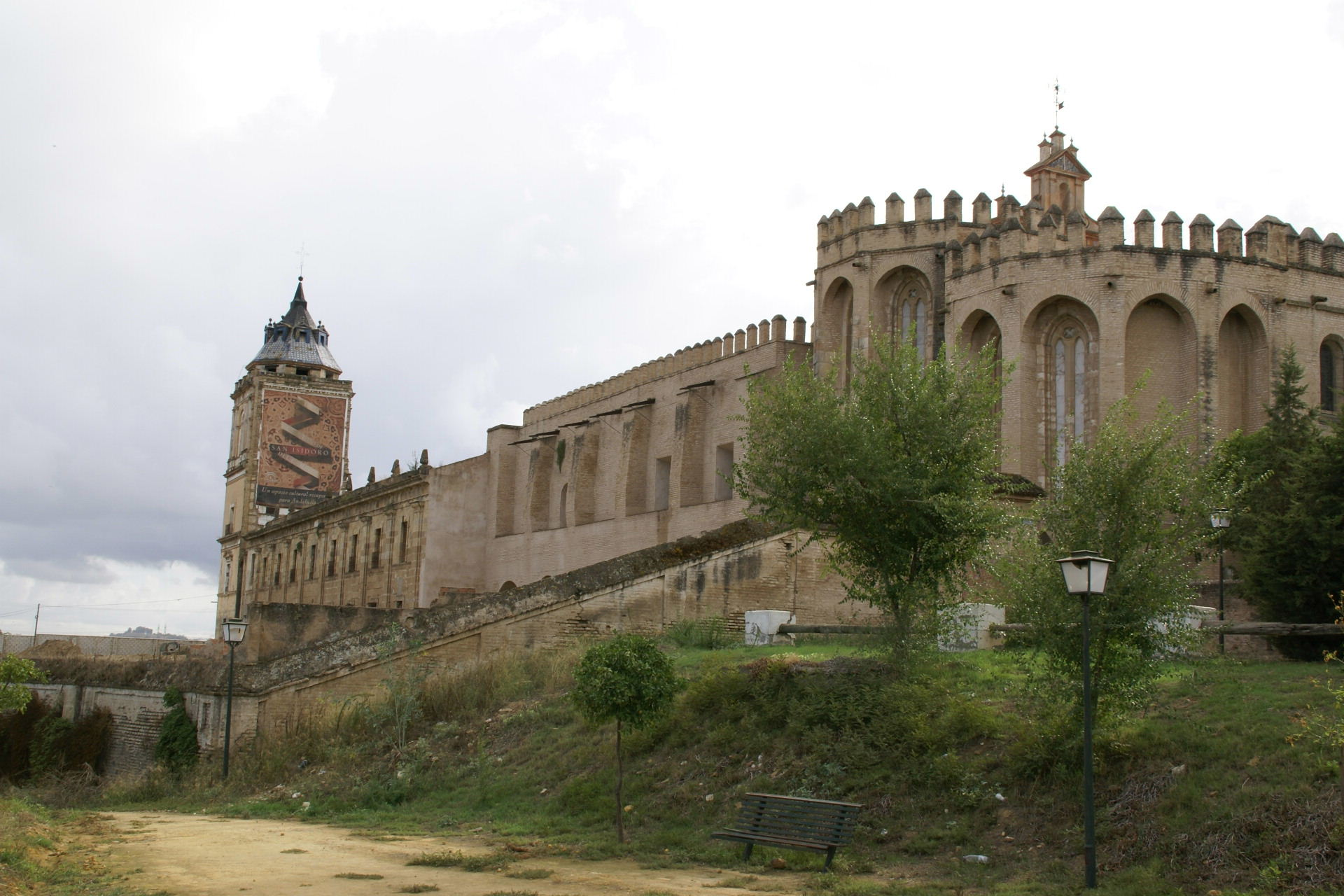
Klasztor San Isidoro del Campo

Santiponce – miasto w Hiszpanii, w prowincji Sewilla, we wspólnocie autonomicznej Andaluzja. Na południu miasta znajduje się osiedle przemysłowe Los Olivos, a na północy osiedle przemysłowe Itálica.

## Zabytki
- Klasztor San Isidoro del Campo założony przez Alonsa Péreza de Guzmána (zwany również Guzmán el Bueno, tzn. Guzmán Dobry) około 1300 roku jako opactwo cystersów. W 1309 syn Guzmána Dobrego Juan Pérez de Guzmán dobudował drugi, mniejszy kościół. W 1431 klasztor został przekazany zakonowi hieronimitów. Drewniany, barokowy ołtarz główny większego kościoła wykonany został w latach 1609–1613 przez Juana Martíneza Montañésa z rzeźbą św. Hieronima umieszczoną w niszy środkowej ołtarza. Rzeźba ta wyjmowana jest i noszona podczas procesji.
- Itálica, ruiny miasta rzymskiego, m.in. termy i teatr.